# Пеницилл лежачий
Пеници́лл (пеници́ллий) лежа́чий (лат. Penicíllium decúmbens) — вид несовершенных грибов (телеоморфная стадия неизвестна), относящийся к роду Пеницилл (Penicillium).

## Описание
Колонии на CYA достигающие за 7 дней диаметра 2—3 см, бархатистые до шерстистых, с белым или кремовым мицелием. Спороношение слабо выраженное до среднеобильного, серо-зелёное до грязно-зелёного. Реверс светлый, реже — грязно-желтовато-коричневый или оливковый. На агаре с солодовым экстрактом (MEA) колонии достигают 2,5—4 см за 7 дней, бархатистые, средне спороносящие. При 37 °C образуются колонии 5—20 мм в диаметре белого или серо-зелёного цвета, при 5 °C образуются микроколонии.
Конидиеносцы одноярусные, гладкостенные, 20—60 (100) мкм длиной, иногда едва вздутые на верхушке. Фиалиды фляговидные, 8—12 × 2—2,5 мкм. Конидии шаровидные до широкоэллипсоидальных, 2,5—3 мкм в диаметре.

### Отличия от близких видов
Определяется по коротким одноярусным конидиеносцам, несущим эллиптические гладкостенные конидии, в массе грязно-зелёные. Обычно другая пигментация у колоний отсутствует. Один из немногих пенициллов, растущих при +5 и +37 °C.

## Экология и значение
Повсеместно распространённый гриб, иногда выделяемый с самых разнообразных пищевых продуктов.

## Таксономия
Penicillium decumbens Thom, Bull. Bur. Anim. Ind. U.S. Dep. Agric. 118: 71 (1910).